# Серпентинізація
Серпентинізація — процес гідротермальної зміни гірських порід в осн. ультраосновного складу, в ході якого їх складники – безводні силікати Mg гідролізуються і перетворюються в мінерали групи серпентину, а самі гірські породи – в серпентиніти, або змійовики. Серпентинізація триває в інтервалі температур від 400-450 до 90-100оС, причому при температурі понад 200 оС утворюється антигорит, нижче – лізардит і хризотил. З процесами серпентинізації пов'язане утворення більшості родовищ хризотил-азбесту.
По суті, серпентинізація полягає в заміщені магматичних безводних залізисто-магнезіальних силікатів (олівіну, ромбічного піроксену), ультрабазитів водним силікатом магнію — серпентином.